# Conicera tarsalis
Conicera tarsalis är en tvåvingeart som beskrevs av Schmitz 1920. Conicera tarsalis ingår i släktet Conicera och familjen puckelflugor. Arten är reproducerande i Sverige. Inga underarter finns listade i Catalogue of Life.